# G. Giappichelli Editore
G. Giappichelli Editore è una casa editrice italiana fondata a Torino nel 1921 da Modesto Giappichelli e giunta alla quinta generazione di guida da parte della famiglia Giappichelli.
La specializzazione della casa editrice riguarda la pubblicazione di libri e riviste nei campi del diritto, dell’economia e delle scienze politiche per l'esercizio della professione e per lo studio universitario.

## Storia

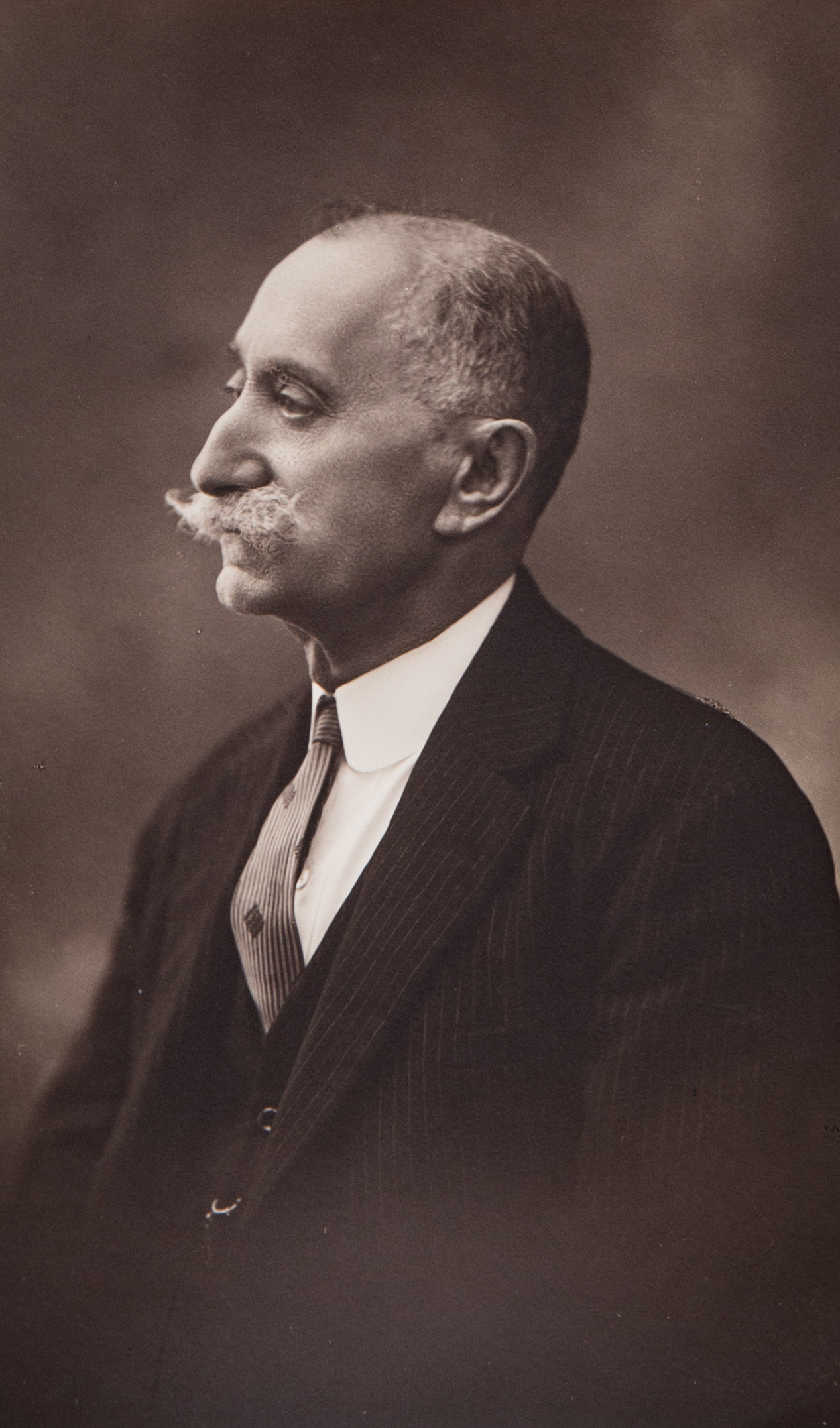
Modesto Giappichelli

Modesto Giappichelli lavorava come bidello all'Università di Torino.
Grazie alla sua affidabilità e cura per i dettagli, si era guadagnato la fiducia ed era riuscito a farsi affidare dai luminari dell’epoca i loro saggi, i loro articoli e i loro testi. Per loro, correggeva le bozze e intanto le studiava. Poi le rilegava e le conservava.
Così, nel tempo, divenne un punto di riferimento e, il lavoro che svolgeva era di tale gradimento da parte dall’ambiente universitario, che il 5 ottobre 1921, insieme a suo figlio Giuseppe, Modesto inaugurò la sua prima cartolibreria a Torino, in Via Vasco 2, proprio di fianco al Rettorato della Facoltà di Giurisprudenza. Nasceva in quel momento la G. Giappichelli Editore.

## Autori principali
Tra gli oltre 10.000 autori che hanno pubblicato i propri scritti attraverso la Giappichelli possono essere annoverate numerose personalità di spicco del mondo giuridico, economico e sociale.
Tra i primi a firmare le opere che venivano vendute durante i primi anni di attività della casa editrice si ricordano il giurista Norberto Bobbio, il Presidente della Repubblica Luigi Einaudi, l’accademico Francesco Ruffini, il giurista Salvatore Satta, il romanista Gino Segrè, il filosofo del diritto Gioele Solari, l’economista e politico Paolo Emilio Taviani, il sociologo Renato Treves e il filosofo Alessandro Passerin d'Entreves.
Autori più recenti sono stati l'ex Presidente del Consiglio Giuseppe Conte, l’ex Ministro del Lavoro Elsa Fornero, l’ex giudice della Corte Costituzionale Sabino Cassese,  l’ex Presidente della Fondazione Monte dei Paschi di Siena Marcello Clarich, il membro del Consiglio di Stato Vincenzo Lopilato e l’ex Presidente dell’ANAC Raffaele Cantone.

## Riviste
La casa editrice cura la pubblicazione delle seguenti riviste:
- Rivista di diritto pubblico ed europeo
- Rivista di diritto costituzionale
- Rivista Trimestrale di diritto societario
- Rivista dell'associazione italiana degli avvocati per la famiglia e per i minori
- Studi giuridici europei
- Rivista della regolazione dei mercati
- Jus civile
- Processo penale e giustizia
- Il diritto dell'unione europea

Inoltre ha curato la distribuzione dei prodotti del Foro Italiano per gli anni 2013-17.